# هينريتش فولكر
هينريتش فولكر (بالألمانية: Heinrich Volker)‏ هو عسكري ألماني، ولد في 24 يونيو 1911 في ألمانيا، وتوفي في 16 يناير 1988 في هانوفر في ألمانيا.